# MiWay

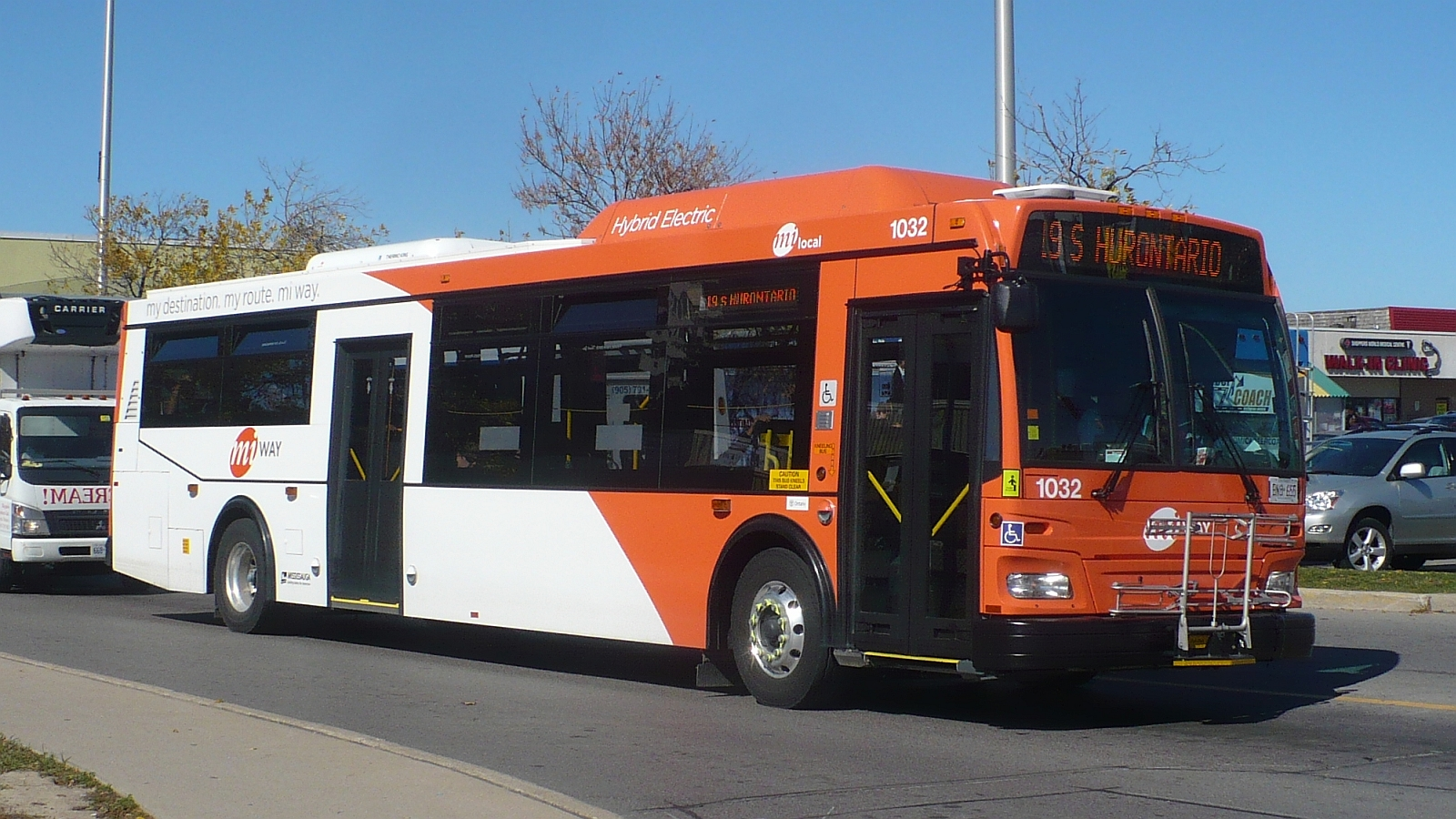
MiWay Kurzbus

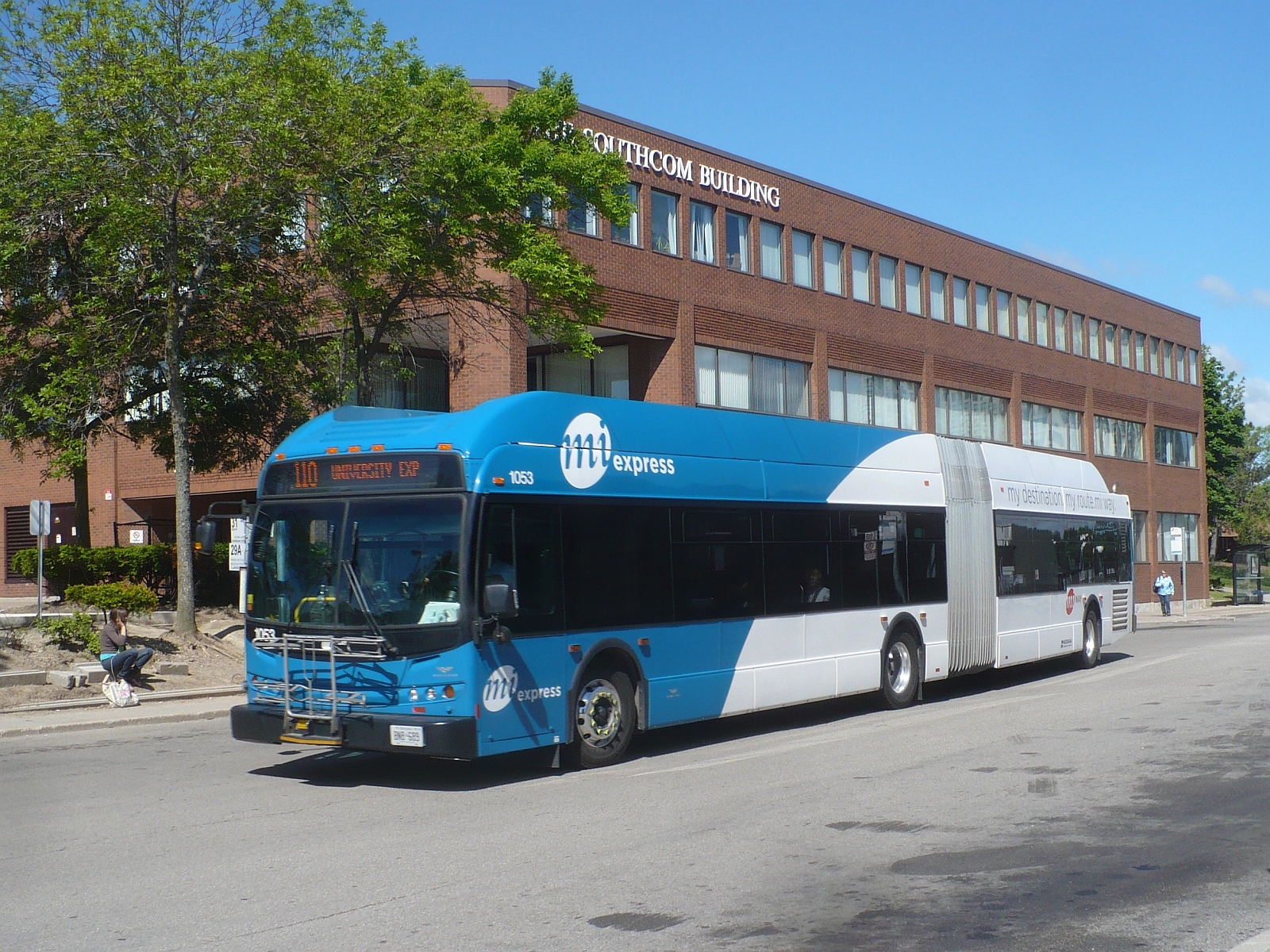
MiWay Langbus

MiWay (auch bekannt als Mississauga Transit) ist der Betreiber des öffentlichen Personennahverkehrs der Stadt Mississauga, Ontario, Kanada.
MiWay betreibt Busse in der Stadt Mississauga und bietet wichtige Verbindungen zu anderen überregionalen Verkehrsverbünden wie GO Transit an. GO Transit bietet mehrere Umsteigemöglichkeiten auf andere Verkehrsgesellschaften. Mit der mit Brampton Transit nach Norden, Oakville Transit nach Westen und dem York Region Transit im nordöstlichen sowie der Verkehrsgesellschaft Toronto Transit Commission (TTC) im östlichen Bereich an. MiWay Mitglied der Canadian Urban Transit Association. MiWay verzeichnete rund 30,4 Millionen Fahrgäste im Jahre 2010. 